# Series/1

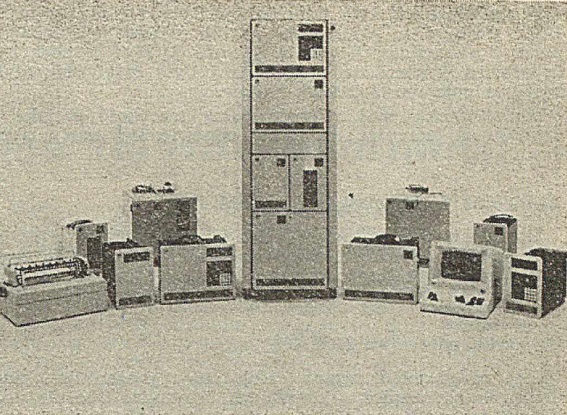
IBM Series/1 (1978年の写真)

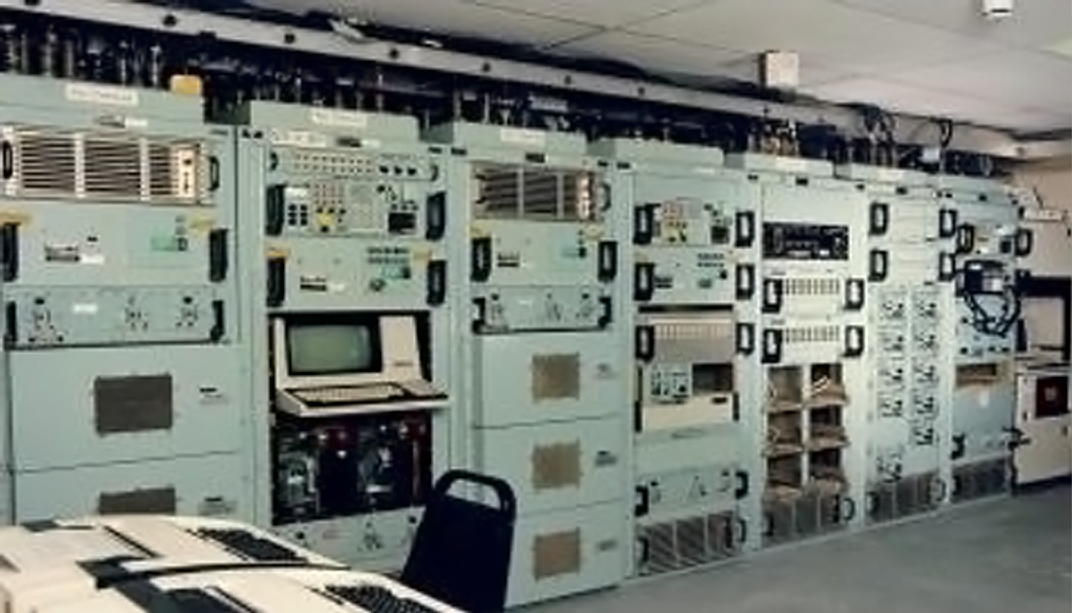
アメリカ空軍の戦略自動化システム（U.S. Air Force Strategic Automated Command & Control System）ではIBM Series/1がまだ現役である（2016年）

Series/1（S/1、シリーズ/1）は、IBMが1976年にリリースした16ビットのミニコンピュータである。Series/1は1980年代後半には販売停止となった。

## 呼称
Series/1は、リアルタイム性が高く、機器制御や通信制御などに多く使用されたため、ミニコンピュータと呼ぶのが妥当と思われる。日本では単純にオフィスコンピュータに分類される事が多い。

## 概要
Series/1は、IBMのボカラトン（Boca Raton）で開発された。標準で通信機能を持ち、ラック搭載可能で、レンタルではなく買取で販売された。
オペレーティングシステム（OS）は、EDX（Event Driven Exectutive）またはRPS（Realtime Programming System）であり、内部コードはEBCDICであった。プログラム言語は専用のEDLがあり、そのほかにFORTRAN、COBOL、PL/Iが使用できた。
比較的に安価なIBM 3101/3161/3163ASCII表示端末機が接続できて、商用・政府用・軍用のユーザーに広く使われた。商用システムでは、分散処理の遠隔地コンピューターとして、多くはIBM 3270シミュレーションをして使われた。
大手ユーザーにはKmart、ステートファーム保険、ベストウエスタンホテルズ、セコム、アメリカ海兵隊などがあった。
尚、現在でも、アメリカ軍の指揮統制系統においてこのコンピューターが現役で稼働している。

## 歴史
- 1976年 Series/1 発表
- 1980年 販売停止